# Абдемон (царь Сидона)
Абде́мон (Абдамон; финик. Abd‘amon) — царь Сидона (около 440/424—404 до н. э.).

## Биография
Абдемон известен из финикийской надписи, найденной в Бустан эш-Шейхе. Согласно этому историческому источнику, он был сыном и преемником на престоле Сидона царя Баалшалима I. Его правление датируют второй половиной V века до н. э. Предполагается, что он мог унаследовать Сидон около 440 или 424 года до н. э. и править до приблизительно 404 года до н. э.
Царь Абдемон чеканил собственную монету. Предполагается, что в его правление в Сидоне был изготовлен «Саркофаг сатрапа», хранящийся в Археологическом музее в Стамбуле. Преемником Абдемона на престоле был его сын Баана.